# Terminal Velocity (film)
Terminal Velocity è un film del 1994, diretto dal regista Deran Sarafian.
Gli attori principali sono Charlie Sheen, che interpreta uno spericolato paracadutista istruttore, e Nastassja Kinski, una bellissima spia russa.

## Trama
Un Boeing 747 atterra nel mezzo di un deserto. Una giovane donna russa viene torturata e poi uccisa nel suo appartamento per ottenere delle informazioni. Ditch Brodie è un istruttore di paracadutismo che nella sua carriera ne ha combinate di tutti i colori, finché un giorno la giovane e bella Chris Morrow gli chiede di aiutarla a fare un lancio col paracadute, lui accetta ma durante il volo lei cade inspiegabilmente dall'aereo e muore nonostante lui abbia cercato fino all'ultimo di salvarla. E così Ditch viene incolpato di quella morte, ma lui non ci sta e cerca, investigando, di capire cosa sia successo veramente. Scoprirà dunque che Chris in realtà è una spia russa di nome Krista Moldova, ed il corpo caduto dall'aereo era quello di un'altra donna a lei somigliante (la stessa vista all'inizio del film). E Ditch si lascerà ulteriormente coinvolgere nella missione che la bella Chris ha intenzione di compiere: recuperare il carico di oro presente in un Boeing 747 che la mafia russa ha precedentemente rubato. Superando vari pericoli, con astuzia ed acrobazie, alla fine riusciranno a sconfiggere la mafia russa ed a salvare la loro vita.

## Colonna sonora
La versione originale termina con una colonna sonora differente dalla versione italiana. Nella versione italiana i titoli di coda sono accompagnati dal brano This Cowboy Song di Sting, mentre nella versione originale sono accompagnati dalla colonna sonora composta da Joel McNeely.

## Accoglienza

### Incassi
Distribuito nei cinema il 23 settembre 1994, Terminal Velocity ha esordito al secondo posto del botteghino statunitense dietro Timecop - Indagine dal futuro. In totale si è rivelato un flop con un guadagno di circa 16,5 milioni di dollari contro un budget di 50 milioni.

### Critica
Il film ha ricevuto giudizi in gran parte negativi dalla critica: sul sito Rotten Tomatoes raccoglie il 20% di recensioni professionali positive. Roger Ebert ha suggerito che il personaggio di Charlie Sheen "è così vicino all'auto-parodia del suo lavoro nella serie Hot Shots!" che il film "potrebbe facilmente diventare Hot Shots Part Cinq e approfittare del franchise".